# 1681 Steinmetz
1681 Steinmetz eller 1948 WE är en asteroid i huvudbältet, som upptäcktes den 23 november 1948 av den franska astronomen Marguerite Laugier i Nice. Den har fått sitt namn efter den tyske amatörastronomen Julius Steinmetz.
Asteroiden har en diameter på ungefär 16 kilometer.